# Terra generosa
 Terra generosa  (títol original en anglès: Canyon Passage) és una pel·lícula estatunidenca dirigida per Jacques Tourneur, estrenada el 1946. Ha estat doblada al català.

## Argument
Logan Stuart accepta d'acompanyar Lucy Overmire, la promesa del seu amic George Camrose, de Portland a Jacksonville. En el transcurs del viatge, Logan i Lucy se senten atrets l'un per l'altre. S'aturen a la carretera a la granja de Ben Dance on Logan troba la seva amiga Caroline Marsh.

## Repartiment
- Dana Andrews: Logan Stuart
- Brian Donlevy: George Camrose
- Susan Hayward: Lucy Overmire
- Patricia Roc: Caroline Marsh
- Ward Bond: Honey Bragg
- Hoagy Carmichael: Hi Linnet
- Fay Holden: Sra. Overmire
- Stanley Ridges: Jonas Overmire
- Lloyd Bridges: Johnny Steele
- Andy Devine: Ben Dance
- Victor Cutler: Vane Blazier
- Rose Hobart: Marta Lestrade
- Harry Shannon (no surt als crèdits): Henry McLane
- Halliwell Hobbes: Clenchfield
- James Cardwell: Gray Bartlett
- Onslow Stevens: Jack Lestrade
- Tad Devine: Asa Dance
- Denny Devine: Bushrod Dance

## Cançons del film
- "Rogue River Valley", "I'm Gettin' Married in the Mornin'", "Silver Saddle", lletra i música de Hoagy Carmichael
- "Ole Buttermilk Sky", música de Hoagy Carmichael, lletra de Jack Brooks

## Nominacions
- Nominació a l'Oscar a la millor cançó original per a la cançó Ole Buttermilk Sky de Hoagy Carmichael i Jack Brooks (la pel·lícula The Harvey Girls va guanyar l'Oscar.

## Producció
- Segons  Los Angeles Examiner del 6 de febrer de 1945, Walter Wanger havia previst en principi treballar amb John Wayne, Thomas Mitchell i Clara Trevor a la pel·lícula, vist l'èxit d'aquests actors a " Stagecoach  el 1939, adaptació d'una altra novel·la d'Ernest Haycox
- Rodatge: a partir del 20 d'agost de 1945, durant 96 dies[3]
- Lloc de rodatge: Oregon[4]

## Rebuda
- Recaptació:[3]
  - Estats Units: 3.464.264 dòlars
  - Estranger: 1.624.074 dòlars
  - Total: 5.088.338 dòlars
- Beneficis:[3] 446441 dòlars

- Per a Jean Tulard, la pel·lícula és una síntesi de tots els ingredients del western: la maionesa agafa gràcies a una vigorosa escenificació de Tourneur.[5]
- Martin Scorsese dirà de Tourneur que entre les seves principals pel·lícules, n'hi ha una que queda encara per reconèixer: Canyon Passage, western d'una esplendor discreta, un dels més bonics mai dirigits (...) estrenada més o menys en el mateix moment que Duel in the Sun (de King Vidor) (...) Duel in the Sun és una gran pel·lícula hiperexpressionista i llampant. Canyon Passage és modesta i d'una exquisida subtilitat.[3]

## Al voltant de la pel·lícula
- Primer western i primera pel·lícula en color de Jacques Tourneur (i un dels seus rars grans pressupostos), Terra generosa és la imatge de la seva filmografia sencera: insòlita, estranya, amarada d'una angoixa difusa. Jacques Lourcelles afirma amb nitidesa: " (...) Tourneur pentina tothom signant una obra on res no es desenvolupa com abans, on cap personatge no obeeix a les regles immutables del gènere. (...) D'ara endavant el western, afinant el seu realisme, polvoritzant els seus mites i el seu maniqueisme ancestral, ja no deixarà de reflexionar sobre ell mateix, sobre els seus valors, sobre les neurosis i la set d'equilibri dels seus personatges. (...) aquesta revolució comença: Canyon Passage, 1946. Data essencial, pel·lícula essencial." (Diccionari del cinema: les pel·lícules , Edicions Robert Laffont).